# Opdekdeur

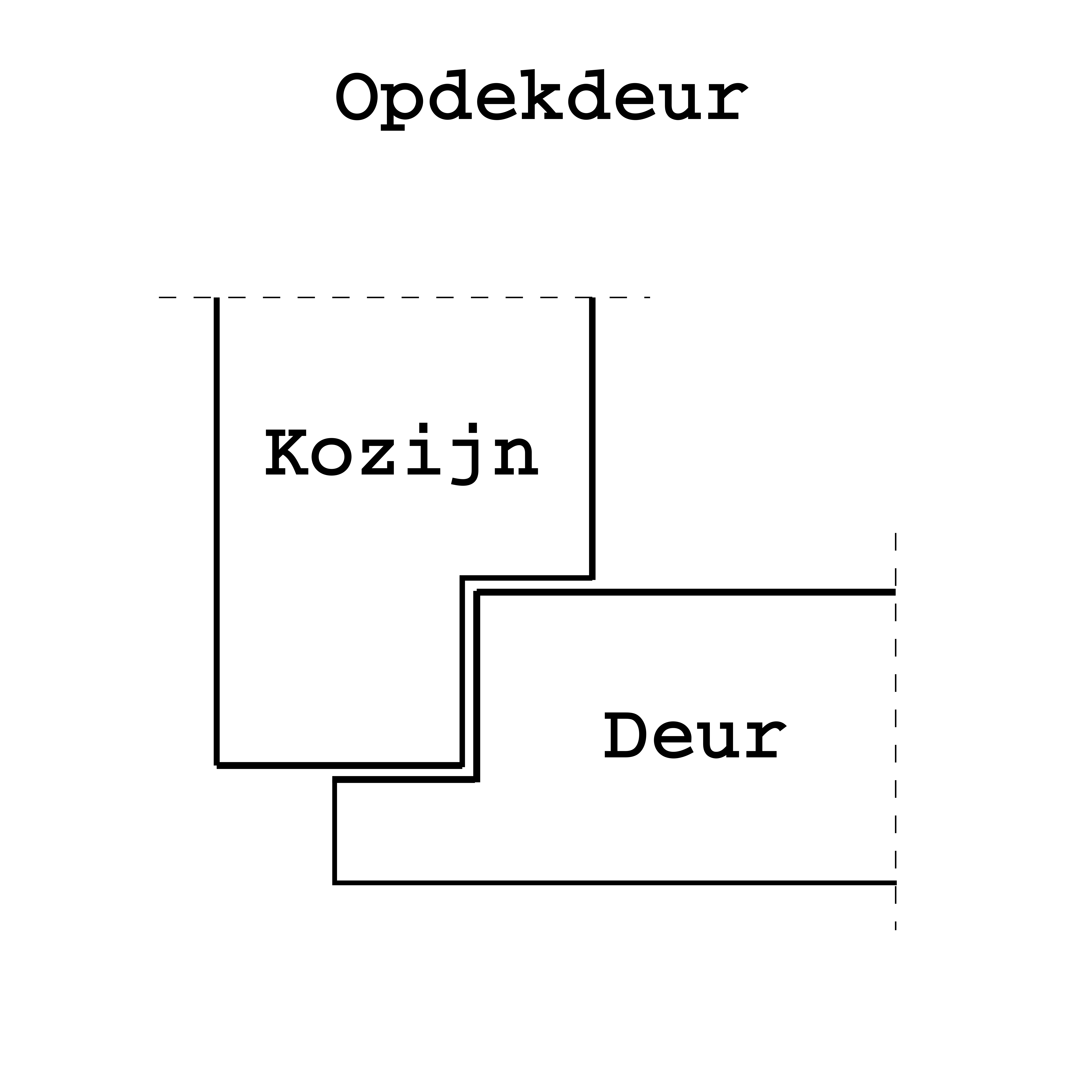
Schematisch overzicht van een opdekdeur

Een opdekdeur is een type binnendeur dat gedeeltelijk in het kozijn valt, waarin deze is opgehangen, maar ook deels het kozijn afdekt. Hierdoor wordt de kier tussen het kozijn en de deur afgedekt en dit gaat onder andere tocht tegen; daarom worden opdekdeuren ook vooral voor woonvertrekken gebruikt, zoals slaapkamers en woonkamers, in tegenstelling tot stompe deuren. Opdekdeuren zijn meestal niet massief, ze zijn dunner en daarom ook lichter dan stompe deuren; tevens zijn ze vaak ook decoratiever. Opdekdeuren worden opgehangen in opdekkozijnen met paumelle-scharnieren die zich aan de zijkant van de deur bevinden. Het is niet mogelijk om verdekte scharnieren toe te passen bij opdekdeuren.